# Округ Вест Карол (Луизијана)
Вест Карол (енгл. West Carroll Parish) је округ у америчкој савезној држави Луизијана.

## Демографија
По попису из 2010. године број становника је 11.604, што је 710 (-5,8%) становника мање него 2000. године.
| Група             | 2000.         | 2010.         |
| Белци             | 9.741 (79,1%) | 9.337 (80,5%) |
| Афроамериканци    | 2.325 (18,9%) | 1.822 (15,7%) |
| Азијати           | 16 (0,1%)     | 27 (0,2%)     |
| Хиспаноамериканци | 166 (1,3%)    | 299 (2,6%)    |
| Укупно            | 12.314        | 11.604        |